# Slava (sous-marin)
Pour les articles homonymes, voir Slava (homonymie).
Le Slava (en français : « gloire ») est un sous-marin de classe Romeo de la marine bulgare. Son numéro de coque est le 84. Il a porté le nom Leninski komsomol jusqu’à 1991.

## Historique
Les sources occidentales et bulgares diffèrent sur la date d'entrée en service de ce bateau, car deux sous-marins ont porté ce nom dans la marine bulgare et tandis le dispositif militaire du pacte de Varsovie comprenait de nombreuses zones d'ombre.
Il a été livré en 1958 à la Bulgarie alors que le Flottes de combat 1972 indique l'année 1961 par l'URSS avec un sister-ship à la Bulgarie. Le Flottes de combat 1986 écrit qu'il arbore le numéro de coque 14, qu'il porte le nom d'un sous-marin de la classe Whiskey qui a été désarmé, et transféré en 1971-1972. Le Jane's indique lui qu'il a été construit en 1961 et transféré par l'URSS seulement en 1986.
À la suite d'une refonte de quatre ans, le Slava a été remis en service en mars 1999. Des tentatives ont été faites pour maintenir ce dernier bateau opérationnel en cannibalisant les autres de cette classe. Sa capacité opérationnelle à plonger a été restreinte à 50 m.
Il a opéré principalement dans la mer Noire.
En juillet 2010, il a été annoncé que ce sous-marin, seul bateau de cette catégorie en Bulgarie, après 42 ans de service, était inapte au combat depuis plusieurs années et qu'il serait retiré du service en septembre 2010. Finalement, la marine bulgare a célébré le retrait du service de son dernier sous-marin le 1er novembre 2011 à la base navale de Varna sur la mer Noire. Remis à la municipalité de cette ville, il est prévu d'être transformé en navire musée
Le drapeau a été remis au musée d’histoire militaire.
L'achat d'un sous-marin de la marine royale danoise, le HDMS Tumleren (S 322) de classe Tubbens construit en Allemagne de l’Ouest en 1965 fut envisagé au début des années 2000 pour remplacer le Slava hors d'âge mais celui-ci a été démantelé en 2004.